# 松山昇
松山 昇（まつやま のぼる、1932年7月20日 - ）は、大阪府藤井寺市出身の元プロ野球選手（投手）。

## 経歴
興國商卒業後の1952年に広島カープへ入団し、3月22日の松竹戦（福山市民）で初登板。1回に金山次郎、綱島新八、小鶴誠を三者連続三振に仕留めて、派手にデビューした。4月9日の松竹戦（浜田）で初勝利を挙げて内心「こりゃいける」と思ったが、球種がストレートとカーブだけで成績は振るわず、19試合を投げて1勝5敗・防御率5.24に終わる。2年目の1953年も未勝利に終わるなど苦しいピッチングが続き、エース長谷川良平に変化球の投げ方を教わったが、その時に「教えるのはいいが、投げ方も力も違うから同じ握りでもオレと同じ球は投げられない。自分のフォームに合った握りを編みださないとダメ」と言われている。
3年目の1954年は1月にフィリピン遠征のメンバーに名を連ねていたが、旅費不足が原因でメンバーから外れた。前年オフに故郷で壮行会が催され、盛大に送り出してもらっていたため地元に帰るにも帰れず、一人で合宿場「向陽荘」に寝泊まりし、同僚の長谷部稔らと共に比治山で自主トレーニングに励んだ。その自主トレで制球力を鍛え、新たにシンカーを投げられるようになったことで松山は大きく変わった。この年の開幕から6月までに9連勝を含む10勝をマークし、その後も勝ち続けて18勝を記録。オールスターにも選出されるなど、素晴らしい制球力と得意のドロップ、シンカーが切れて見違えるばかりの成長を遂げ、この年同じ18勝の長谷川や大田垣喜夫とも肩を並べるほどの投手に成長した。
1955年も10勝をマークし、4月14日の中日戦（中日）では無念にもノーヒットノーランを逃す。8回まで4回二死から西沢道夫を歩かせただけの力投であったが、9回無死から一軍初出場であった代打の中利夫に投じた外角際どいシュートを三塁前にセーフティーバントで安打にされ、惜しくも逃した。奇しくも、これは中が放った通算1820安打の1本目であった。中はバットを短く持っていたため、松山は外角をシュートで探ってみたが意表を突かれた。1956年以降は肩、肘を相次いで故障したこともあり不調が続き、1958年に26歳で現役を引退。
引退後は東洋工業の松田恒次社長の世話になり、1958年末に神戸マツダへ入社。結成されたばかりの野球部監督（1959年 - 1963年）も務め、社業では営業一筋に1987年の定年まで務め上げた。その後はマツダ・レンタリース神戸の次長で明石営業所に勤務。

## 詳細情報

### 年度別投手成績
| 年 度     | 球 団     | 登 板 | 先 発 | 完 投 | 完 封 | 無 四 球 | 勝 利 | 敗 戦 | セ 丨 ブ | ホ 丨 ル ド | 勝 率 | 打 者 | 投 球 回 | 被 安 打 | 被 本 塁 打 | 与 四 球 | 敬 遠 | 与 死 球 | 奪 三 振 | 暴 投 | ボ 丨 ク | 失 点 | 自 責 点 | 防 御 率 | W H I P |
| --------- | --------- | ----- | ----- | ----- | ----- | -------- | ----- | ----- | -------- | ----------- | ----- | ----- | -------- | -------- | ----------- | -------- | ----- | -------- | -------- | ----- | -------- | ----- | -------- | -------- | ------- |
| 1952      | 広島      | 19    | 10    | 2     | 0     | 0        | 1     | 5     | --       | --          | .167  | 251   | 54.2     | 69       | 3           | 17       | --    | 1        | 20       | 1     | 0        | 39    | 32       | 5.24     | 1.57    |
| 1953      | 広島      | 5     | 2     | 0     | 0     | 0        | 0     | 0     | --       | --          | ----  | 66    | 14.2     | 20       | 1           | 5        | --    | 1        | 3        | 0     | 0        | 9     | 9        | 5.40     | 1.70    |
| 1954      | 広島      | 39    | 34    | 18    | 3     | 4        | 18    | 13    | --       | --          | .581  | 976   | 239.0    | 242      | 7           | 44       | --    | 2        | 58       | 2     | 0        | 97    | 80       | 3.01     | 1.20    |
| 1955      | 広島      | 31    | 29    | 9     | 3     | 0        | 10    | 13    | --       | --          | .435  | 617   | 140.2    | 158      | 11          | 51       | 5     | 2        | 33       | 1     | 0        | 71    | 62       | 3.96     | 1.49    |
| 1956      | 広島      | 23    | 15    | 0     | 0     | 0        | 2     | 7     | --       | --          | .222  | 324   | 71.2     | 86       | 9           | 25       | 2     | 1        | 16       | 2     | 0        | 46    | 33       | 4.13     | 1.55    |
| 1957      | 広島      | 18    | 8     | 0     | 0     | 0        | 0     | 5     | --       | --          | .000  | 162   | 38.2     | 48       | 3           | 11       | 0     | 3        | 6        | 0     | 0        | 18    | 18       | 4.15     | 1.53    |
| 1958      | 広島      | 9     | 3     | 0     | 0     | 0        | 0     | 1     | --       | --          | .000  | 91    | 20.1     | 26       | 4           | 5        | 0     | 2        | 8        | 0     | 0        | 13    | 11       | 4.71     | 1.52    |
| 通算：7年 | 通算：7年 | 144   | 101   | 29    | 6     | 4        | 31    | 44    | --       | --          | .413  | 2487  | 579.2    | 649      | 38          | 158      | 7     | 12       | 144      | 6     | 0        | 293   | 245      | 3.80     | 1.39    |

- 各年度の太字はリーグ最高

### 記録
- オールスターゲーム出場：1回 （1954年）

### 背番号
- 25 （1952年）
- 42 （1953年）
- 23 （1954年 - 1958年）